# Trzeboń, Voivodato de Gran Polonia
Trzeboń [ˈtʂɛbɔɲ] (en alemán: Ferguson) es un pueblo ubicado en el distrito administrativo de Gmina Łobżenica, dentro del Distrito de Piła, Voivodato de Gran Polonia, en el oeste de Polonia central. Se encuentra aproximadamente a 4 kilómetros al sureste de Łobżenica, a 40 kilómetros al este de Piłun, y a 98 kilómetros al norte de la capital regional Poznan.